# 弘昼
愛新覚羅 弘昼（あいしんかくら こうちゅう、康熙50年11月27日(1712年1月5日) - 乾隆35年7月13日(1770年9月2日)）は、清の雍正帝の第五皇子。母は純懿皇貴妃耿氏。

## 生涯
雍正帝の第五皇子として生まれた。
気が強く怒りっぽい性格で、酒好きであり、自分の生存中に自分の葬儀を行うなどの奇行で知られたが、兄である弘暦（乾隆帝）に対し、警戒心を薄め、皇位への野心がないことを示すための行動だったともされる。また、軍人としても活躍した。

## 家族
- 父：雍正帝

- 母：純懿皇貴妃耿氏

### 妻妾
- 正室（嫡福晋）：呉扎庫氏

- 側室（側福晋）：章佳氏、佟氏、崔佳氏

### 子女
- 第一子：永瑛 - 生母は嫡福晋呉扎庫氏。

- 第二子：和碩和勤親王永璧 - 生母は嫡福晋呉扎庫氏。親王位を継ぐ。

- 第三子 - 生母は側福晋章佳氏。

- 第四子：散秩大臣、鎮国将軍永璸 - 生母は嫡福晋呉扎庫氏。

- 第五子 - 生母は嫡福晋呉扎庫氏。

- 第六子：頭等侍衛、鎮国将軍永瑍

- 第七子：不入八分輔国公永琨 - 生母は嫡福晋呉扎庫氏。

- 第八子：永𱯞 - 生母は嫡福晋呉扎庫氏。

- 第一女：和碩和婉公主 - 生母は嫡福晋呉扎庫氏。乾隆帝の養女となり、和碩和婉公主と封される。

- 第二女 - 生母は嫡福晋呉扎庫氏。早逝。

- 第三女 - 生母は嫡福晋呉扎庫氏。早逝。

### 子孫
- 啓功 - 書家・画家・教育者・古典文献学家・文物鑑定家・詩人・紅学家。永璧の七世の孫。

## 登場作品
- 如懿伝 〜紫禁城に散る宿命の王妃〜（2017年、中国、演：王嘯）
- 瓔珞〜紫禁城に燃ゆる逆襲の王妃〜（2018年、中国、演：ホン・ヤオ（中国語版） / 声 - 文森 / 李致林）